# Слатино (Перникская область)
Слатино (болг. Слатино) — село в Болгарии. Находится в Перникской области, входит в общину Ковачевци. Население составляет 14 человек.

## Политическая ситуация
Кмет (мэр) общины Ковачевци — Йордан Стефанов Миланов (Политическое движение социал-демократов (ПДСД)) по результатам выборов в правление общины.